# Ecône
Ecône (toponimo francese) è una frazione di 509 abitanti del comune svizzero di Riddes, nel Canton Vallese (distretto di Martigny).

## Geografia fisica
Ecône si trova nella Valle del Rodano, sul versante svizzero delle Alpi Pennine.

## Storia
Qui nel 1970 Marcel Lefebvre si ritirò con i suoi seminaristi e fondò la Fraternità sacerdotale San Pio X, che vi ebbe sede fino al 1979.

## Monumenti e luoghi d'interesse

Il seminario internazionale San Pio X

- Seminario internazionale San Pio X[1].